# Нафтогаз України (газопостачальна компанія)
Газопостачальна компанія «Нафтогаз України» (ТОВ «ГК «Нафтогаз України») — українське підприємство, товариство з обмеженою відповідальністю, станом на квітень 2024 постачальник природного газу для 98% побутових споживачів в Україні.
За даними компанії станом на грудень 2024 року вона постачає природний газ до понад 12,5 млн українських домогосподарств, понад 4 900 підприємств, а також електроенергію до понад 50 підприємств.
2 серпня 2021 року компанію очолив Сергій Бєляєв.

## Історія
ТОВ "ГК «Нафтогаз України» засноване 2015 року Дочірньою компанією «Газ України» Національної акціонерної компанії «Нафтогаз України».
4 липня 2017 компанія отримала від НКРЕКП ліцензію на право провадження на території України господарської діяльності з постачання природного газу, і 13 листопада 2018 — окрему ліцензію на право провадження господарської діяльності з постачання електричної енергії споживачу.
З 22 липня 2020 ГК «Нафтогаз України» за результатами конкурсу була визначена постачальником «останньої надії» природного газу на три роки.
У 2022 році, з початком широкомасштабного вторгнення Росії в Україну уряд поклав на ГК «Нафтогаз України» на час дії воєнного стану, а також протягом шести місяців після його припинення або скасування низку спеціальних обов'язків, зокрема:
- реалізацію природного газу операторам газорозподільних мереж;[9]
- постачання природного газу споживачам, що є підприємствами, установами, організаціями, на балансі яких перебувають гуртожитки або інші житлові будівлі, де постійно або тимчасово проживають побутові споживачі.[10]

12 вересня 2023 року компанія була визначена постачальником «останньої надії» на період воєнного стану та протягом шести місяців після його припинення або скасування без проведення конкурсу.

## Керівник компанії
Сергій Миколайович Бєляєв — український фінансист, топ-менеджер в енергетичній і газопостачальній галузях є генеральним директором ГК «Нафтогаз України» та т.в.о.генерального директора ТОВ «ГК «Нафтогаз Трейдинг». У 1997 він закінчив Київський державний економічний університет, здобувши ступінь магістра за спеціальністю «Фінанси і кредит», з 2012 по 2014 навчався у Києво-Могилянській бізнес-школі, де здобув ступінь MBA. Свою кар'єру розпочав 1992 року в Промінвестбанку України, пройшовши шлях від економіста в Кіровоградському головному відділенні банку до керуючого філією в Одесі. У 2009–2010 працював у банку «Київ», у 2010–2015 в ДТЕК Крименерго, де пройшов шлях від директора фінансово-економічного департаменту до директора з фінансів. З 2015 до 2021 — працював фінансовим директором ТОВ «Український рітейл». Від 2021 року працює в ГК «Нафтогаз України», водночас з 2022 року — т.в.о. генерального директора ТОВ «ГК «Нафтогаз Трейдинг».

## Тариф
Станом на листопад 2024 компанія реалізовує населенню природний газ за фіксованою ціною 7,96 грн за кубометр газу.
В рамках виконання покладених на компанію спеціальних обов'язків ГК «Нафтогаз України» реалізує природний газ за спеціальними цінами.

## Взаємодія з клієнтами
Послуги компанії, завдяки партнерству з Ощадбанком, ПриватБанком, Укргазбанком, Новою поштою та іншими, доступні населенню у понад 3000 відділеннях по всій Україні.
ГК «Нафтогаз України» також впроваджує цифрові інструменти: особистий кабінет на вебсайті компанії, чат-боти у месенджерах Viber і Telegram, можливість передавання показань лічильників та оплату рахунків онлайн.